# Beddomeia krybetes
Beddomeia krybetes é uma espécie de gastrópode  da família Hydrobiidae.
É endémica da Austrália.